# Rue d'Assaut
 (décembre 2023).
Si vous disposez d'ouvrages ou d'articles de référence ou si vous connaissez des sites web de qualité traitant du thème abordé ici, merci de compléter l'article en donnant les références utiles à sa vérifiabilité et en les liant à la section « Notes et références ».

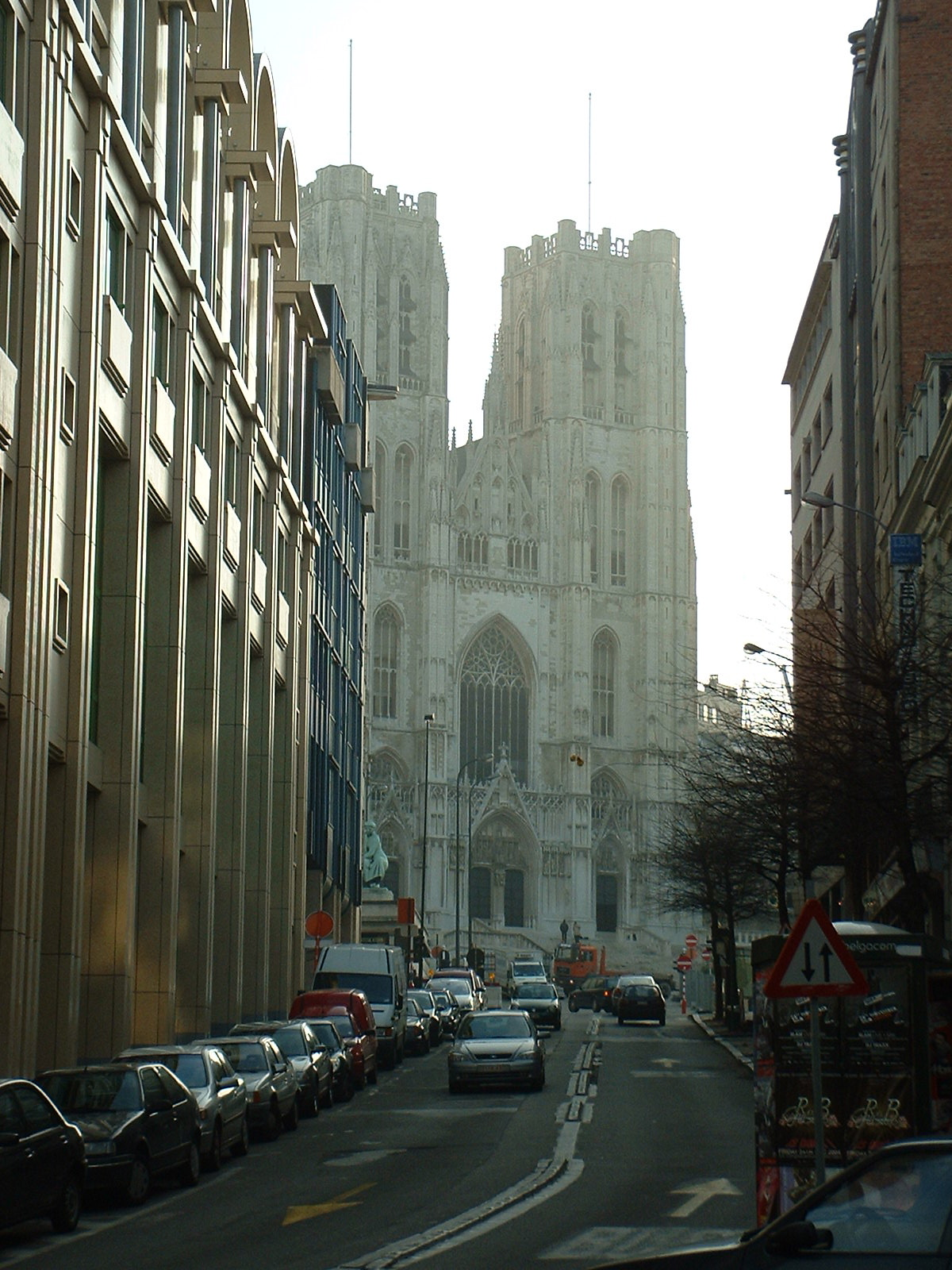
Vue de la cathédrale Saints-Michel-et-Gudule depuis la rue d'Assaut

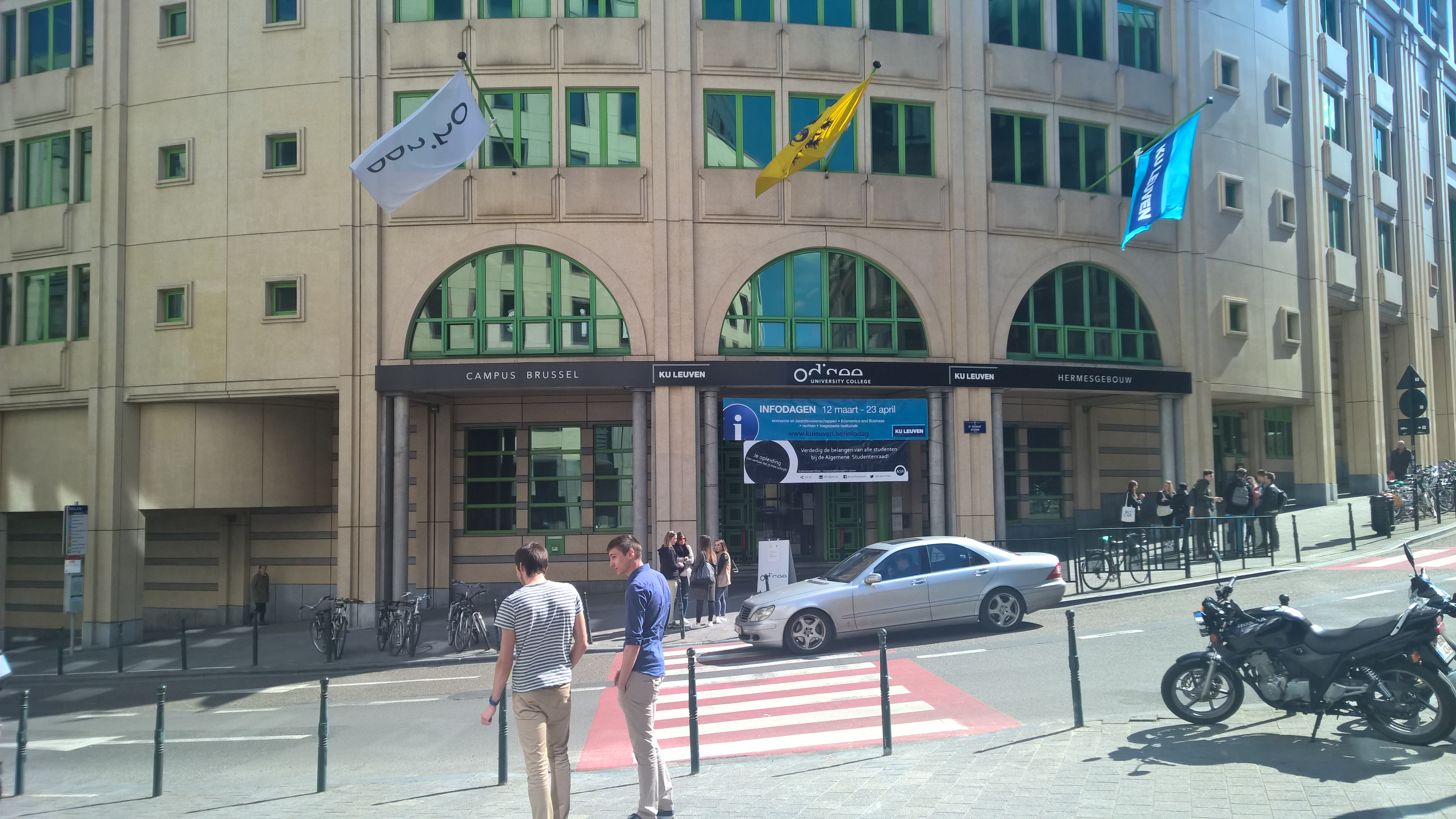
Odisee et KU Leuven campus Brussel, n° 2, rue d'Assaut

La rue d'Assaut à Bruxelles (en néerlandais : Stormstraat) s'étend de la rue Montagne aux Herbes Potagères au boulevard de Berlaimont.
Cette très ancienne artère longeait la première enceinte de Bruxelles. Selon la tradition, elle devrait son nom à l'assaut que livra Everard 't Serclaes à cette enceinte le 24 octobre 1356, pour libérer la ville de la garnison du comte de Flandre Louis de Maele, qui revendiquait  la possession du duché de Brabant. Les auteurs modernes pensent plus prosaïquement que ce nom est une traduction fantaisiste du néerlandais «Stormstraat», une certaine famille Storm y ayant possédé jadis des biens.

## Adresses notables
- n° 2 : Odisee / KU Leuven campus Brussel